# Championnats du monde de cyclisme sur route 2010
Navigation
Mendrisio 2009 Copenhague 2011
Les Championnats du monde de cyclisme sur route 2010 ont eu lieu du 29 septembre au 3 octobre 2010 à Melbourne et Geelong, en Australie.

## Présentation

### Système de sélection

#### Course en ligne élites messieurs
Le système de qualification pour les championnats du monde 2010 est quasiment inchangé par rapport à 2009.
Il a été fixé par une décision du comité directeur de l'Union cycliste internationale des 28 et 29 janvier 2010. Les nations autorisées à participer aux épreuves et le nombre de coureurs qu'elle peuvent y envoyer est déterminé en fonction des différents classement édités par l'UCI au 15 août 2010.
Les dix premières nations au classement mondial par nation peuvent inscrire 14 coureurs, dont 9 partants. Une nation ayant moins de neuf coureurs classés au classement mondial individuel part cependant avec le nombre de coureurs classés. Si ce nombre est inférieur à six, elle part avec six coureurs. Elle peut toutefois récupérer ces places perdues via son circuit continental. Les places perdues sont réattribuées aux nations classées à partir de la onzième place du classement mondial, à raison d'une place supplémentaire par nation.
Les nations concernées sont : l'Espagne, l'Italie, la Belgique, l'Australie, les États-Unis, la Russie, la Suisse, l'Allemagne, et les Pays-Bas et le Kazakhstan (qui partira à 6 coureurs pour manque de coureurs classés).
La première nation au classement de l'UCI Africa Tour (en excluant une nation qui se serait déjà qualifiée via le classement mondial) peut inscrire 9 coureurs, dont 6 partant ; la deuxième 5 dont 3 partants. Cela concerne le Maroc et l'Afrique du Sud.
Les deux premières nations au classement de l'UCI America Tour (en excluant une nation qui se serait déjà qualifiée via le classement mondial) peuvent inscrire 9 coureurs, dont 6 partants. Cela concerne la Colombie et le Venezuela. Les troisième, quatrième et cinquième nations en inscrivent 5 dont 3 partants. Cela concerne le Canada, le Brésil et l'Argentine.
La première nation au classement de l'UCI Asia Tour (en excluant une nation qui se serait déjà qualifiée via le classement mondial) peut inscrire 9 coureurs, dont 6 partants ; les deuxième et troisième en inscrivent 5 dont 3 partants. Cela concerne l'Iran, le Japon et la Corée du Sud.
La première nation au classement de l'UCI Oceania Tour (en excluant une nation qui se serait déjà qualifiée via le classement mondial) peut inscrire 5 coureurs dont 3 partants. Il s'agit de la Nouvelle-Zélande.
Les nations classées de la première à la sixième place de l'UCI Europe Tour, sans compter celles qualifiées via le classement mondial, peuvent inscrire 9 coureurs, dont 6 partants. Les nations concernées sont : la France (7 coureurs par récupération), la Pologne, la Slovénie (7), le Portugal, l'Ukraine et le Danemark.
Les nations classées de la septième à la seizième place en inscrivent 5 dont 3 partants. Les nations concernées sont : la Bulgarie, la Croatie, la République tchèque, la Lituanie, l'Estonie, l'Irlande, la Norvège, la Grande-Bretagne, l'Autriche et la Serbie.
Parmi les nations figurant au classement mondial non encore qualifiées :
- celles ayant un coureur classé parmi les 100 premiers au classement individuel mondial peuvent inscrire 5 coureurs, dont 3 partants. Cela concerne le Luxembourg (4 partant par récupération) et la Slovaquie.
- celles ayant trois coureurs classés au classement individuel mondial peuvent inscrire 5 coureurs, dont 3 partants. Ne concerne aucune nation.
- celles ayant deux coureurs classés au classement individuel mondial peuvent inscrire 3 coureurs, dont 2 partants. Cela concerne la Biélorussie et la Suède.
- celles ayant un coureur classé au classement individuel mondial peuvent inscrire 2 coureurs, dont 1 partant. L'Ouzbékistan est concerné.

Parmi les nations des circuits continentaux non encore qualifiées :
- les nations africaines ayant un coureur parmi les 5 premiers au classement de l'UCI Africa Tour peuvent inscrire 2 coureurs, dont 1 partant. Aucune nation concernée.
- les nations américaines ayant un coureur parmi les 20 premiers au classement de l'UCI America Tour peuvent inscrire 2 coureurs, dont 1 partant. La Bolivie, Cuba, l'Uruguay, le Chili, le Guatemala et le Costa Rica sont concernés.
- les nations asiatiques ayant un coureur parmi les 5 premiers au classement de l'UCI Asia Tour au 15 août 2008 peuvent inscrire 2 coureurs, dont 1 partant. Aucune nation concernée.
- les nations européennes ayant un coureur parmi les 200 premiers au classement de l'UCI Europe Tour peuvent inscrire 2 coureurs, dont 1 partant.  Cela concerne : la Lettonie, la Grèce et la Roumanie.
- les nations océaniennes ayant un coureur parmi les 5 premiers au classement de l'UCI Oceania Tour au 15 août 2008 peuvent inscrire un coureur au départ. Aucune nation concernée.

Si le pays organisateur pouvait inscrire 5 coureurs, donc 3 partant sans son statut, alors il peut inscrire 9 coureurs dont 6 partants. L'Australie a cette année déjà 9 coureurs.
Ainsi, pour résumer :
- Les équipes avec 9 coureurs sont : Espagne, Italie, Belgique, Australie, États-Unis, Russie, Suisse, Allemagne, Pays-Bas.
- Les équipes avec 7 coureurs sont : France, Slovénie
- Les équipes avec 6 coureurs sont : Kazakhstan, Colombie, Venezuela, Pologne, Portugal, Ukraine, Danemark, Maroc, Iran.
- Les équipes avec 4 coureurs sont : Luxembourg.
- Les équipes avec 3 coureurs sont : Afrique du Sud, Canada, Brésil, Argentine, Slovaquie, Japon, Corée, Bulgarie, Croatie, République tchèque, Lituanie, Estonie, Irlande, Norvège, Grande-Bretagne, Autriche, Serbie, Nouvelle-Zélande.
- Les équipes avec 2 coureurs sont : Biélorussie, Suède.
- Les équipes avec 1 coureur sont : Ouzbékistan, Cuba, Bolivie, Uruguay, Chili, Guatemala, Costa Rica, Lettonie, Grèce, Roumanie.

#### Course en ligne femmes élites
Les cinq premières nations du classement par nations au 15 août 2010 qualifient 14 coureuses dont 7 partantes. Les dix nations suivantes en qualifient douze dont six partantes, et les cinq suivantes dix dont cinq partantes. Les autres nations et celles non-classées peuvent qualifier six coureuses dont trois partantes.
La championne du monde en titre et les championnes continentales peuvent être engagées en supplément du quota attribué à leur nation. La championne du monde est l'Italienne Tatiana Guderzo et les championnes continentales sont la Néerlandaise Noortje Tabak, l'Américaine Shelley Evans, la Sud-Coréenne You Jin A, la Sud-Africaine Lynette Burger et l'Australienne Bridie O'Donnell.

#### Course en ligne hommes de moins de 23 ans
Le système de qualification pour la course en ligne hommes de moins de 23 ans est basé sur les classements par nations des moins de 23 ans des circuits continentaux au 15 août 2010 :
- la première nation classée à l'UCI Africa Tour peut inscrire dix coureurs dont cinq partants, la deuxième en inscrit huit dont quatre partants, et les deux suivantes six dont trois partants ;
- les trois premières nations classées à l'UCI America Tour peuvent inscrire dix coureurs dont cinq partants, les trois suivantes en inscrivent huit dont quatre partants, et les trois suivantes six dont trois partants ;
- les deux premières nations classées à l'UCI Asia Tour peuvent inscrire dix coureurs dont cinq partants, les deux suivantes en inscrivent huit dont quatre partants, et les deux suivantes six dont trois partants ;
- les quinze premières nations classées à l'UCI Europe Tour peuvent inscrire dix coureurs dont cinq partants, les cinq suivantes en inscrivent huit dont quatre partants, et les cinq suivantes six dont trois partants ;
- la première nation classée à l'UCI Oceania Tour peut inscrire dix coureurs dont cinq partants, la deuxième en inscrit six dont trois partants ;

Les cinq premières nations au classement de la Coupe des nations peuvent aligner un coureur supplémentaire. Il s'agit de la Slovénie, des Pays-Bas, de la France, de la Colombie et des États-Unis. Une nation classée à la Coupe des nations et qui ne serait pas encore qualifiée peut inscrire deux coureurs dont un partant.
Les champions continentaux peuvent être alignés en supplément du quota attribué à leur nation, à condition toutefois de ne pas dépasser la limite de six coureurs partants par nations. Ainsi une nation qui aurait qualifié un sixième coureur via le classement de la Coupe des nations ne peut bénéficier de cette règle.

#### Contre-la-montre

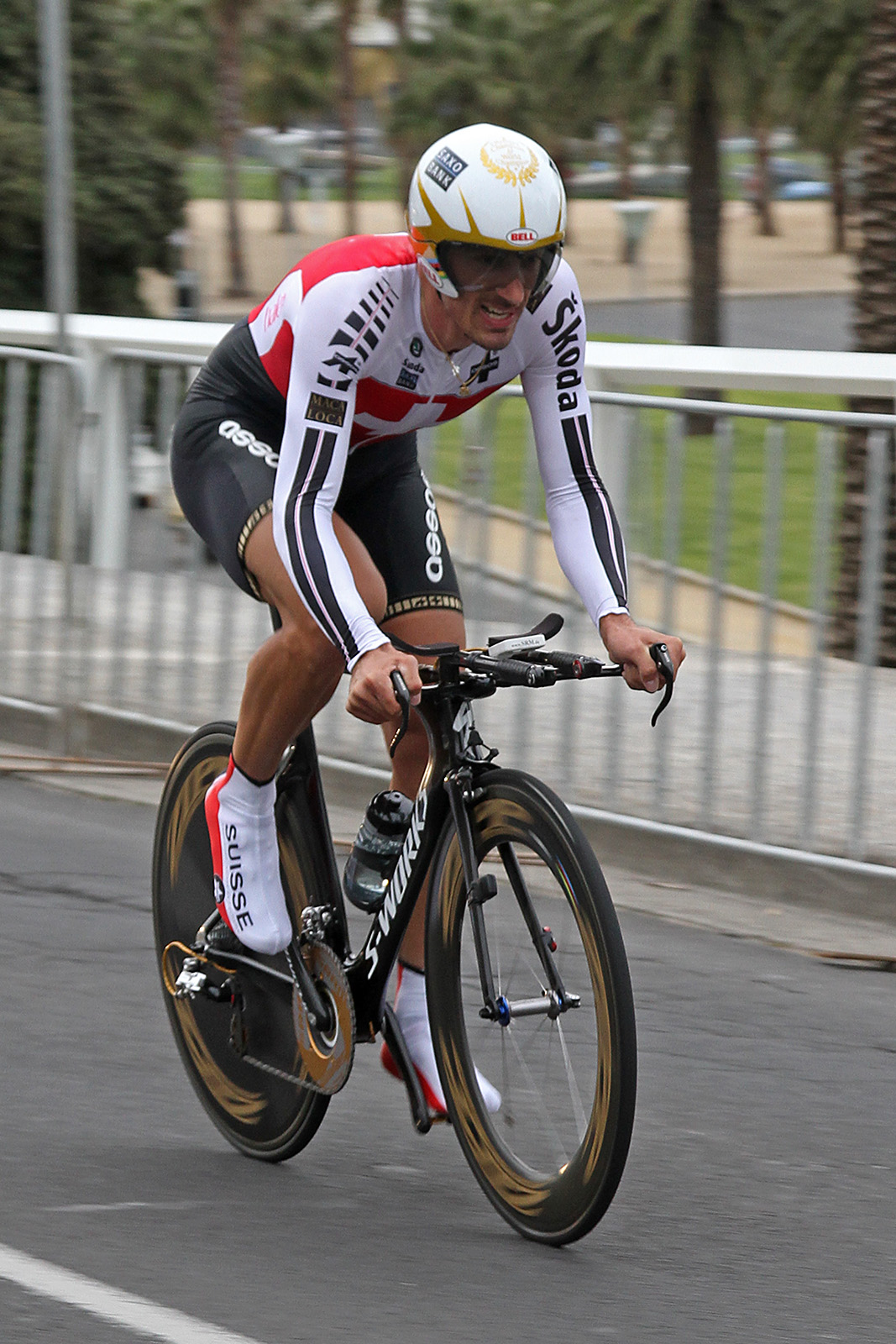
Le Suisse Fabian Cancellara, favori au titre du contre-la-montre, s'adjuge son quatrième titre sur l'épreuve.

Le système de qualification pour les épreuves contre-la-montre est identique pour les trois catégories : chaque nation peut engager quatre coureurs, dont deux partants.
Chez les hommes, une nation peut engager des coureurs de 19 ans ou plus en catégorie élite. Ces derniers ne peuvent dans ce cas pas participer au contre-la-montre de la catégorie moins de 23 ans.
Les coureurs de moins de 23 ans membres d'une équipe ProTour ne peuvent pas participer au contre-la-montre des moins de 23 ans.

### Parcours
Quatre parcours ont été tracés pour les six courses de ces championnats du monde.
Les trois épreuves contre-la-montre se déroulent à Geelong. Deux circuits différents y ont été dessinés. Les arrivées et départs sont situés sur la Moorabool Street. Les femmes et hommes élites empruntent le même circuit. Il mesure 22,8 km et présente un dénivelé de 320 m. Les femmes effectuent un tour et les hommes deux, soit 45,6 km au total. Les coureurs de moins de 23 ans effectuent deux tours d'un circuit de 15,8 km, soit 31,6 km.
Les hommes de moins de 23 ans et les femmes empruntent le même circuit de 15,9 km lors de la course en ligne. Ce circuit, également situé à Geelong, présente un dénivelé de 245 m. Les hommes de moins de 23 ans en effectuent dix tours, soit 159 km, et les femmes huit pour un total de 127,2 km. Le parcours emprunté par la course en ligne de la catégorie hommes élites est le plus long et le seul de ces championnats à passer par Melbourne. Il mesure 262,7 km. Le départ est donné au Federation Square de Melbourne. La première partie du parcours, longue de 83 km va de Melbourne au circuit situé à Geelong. Les coureurs effectuent ensuite onze tours de ce circuit de 15,9 km,,.

### Programme des épreuves[5]
| - Mercredi 29 septembre 2010 - Hommes - moins de 23 ans - Femmes - Jeudi 30 septembre 2010 - Hommes - élites | - Vendredi 1er octobre 2010 - Hommes - moins de 23 ans - Samedi 2 octobre 2010 - Femmes - Dimanche 3 octobre 2010 - Hommes - élites |

## Podiums[6]
| Épreuves                             | Or                         | Or | Or              | Argent                   | Argent | Argent    | Bronze                                            | Bronze | Bronze     |
| ------------------------------------ | -------------------------- | -- | --------------- | ------------------------ | ------ | --------- | ------------------------------------------------- | ------ | ---------- |
| Épreuves masculines                  |                            |    |                 |                          |        |           |                                                   |        |            |
| Course en ligne détails              | Thor Hushovd Norvège       | en | 6 h 21 min 49 s | Matti Breschel Danemark  | +      | m.t       | Allan Davis Australie                             |        | m.t        |
| Contre-la-montre détails             | Fabian Cancellara Suisse   | en | 58 min 09 s     | David Millar Royaume-Uni | +      | 1 min 2 s | Tony Martin Allemagne                             | +      | 1 min 12 s |
| Épreuve masculines - moins de 23 ans |                            |    |                 |                          |        |           |                                                   |        |            |
| Course en ligne détails              | Michael Matthews Australie | en | 4 h 01 min 23 s | John Degenkolb Allemagne | +      | 0 s       | Taylor Phinney États-Unis Guillaume Boivin Canada | +      | 0 s        |
| Contre-la-montre détails             | Taylor Phinney États-Unis  | en | 42 min 50 s 29  | Luke Durbridge Australie | +      | 1 s 90    | Marcel Kittel Allemagne                           |        | 24 s 01    |
| Épreuves féminines                   |                            |    |                 |                          |        |           |                                                   |        |            |
| Course en ligne détails              | Giorgia Bronzini Italie    | en | 3 h 32 min 01 s | Marianne Vos Pays-Bas    | +      | 0 s       | Emma Johansson Suède                              |        | 0 s        |
| Contre-la-montre détails             | Emma Pooley Royaume-Uni    | en | 32 min 48 s 44  | Judith Arndt Allemagne   | +      | 15 s 17   | Linda Villumsen Nouvelle-Zélande                  |        | 15 s 80    |

## Résultats détaillés

### Épreuves masculines - élites

#### Course en ligne
|                    | Coureur           | Pays       |    | Temps           |
| ------------------ | ----------------- | ---------- | -- | --------------- |
| Médaille d'or      | Thor Hushovd      | Norvège    | en | 6 h 21 min 49 s |
| Médaille d'argent  | Matti Breschel    | Danemark   | +  | m.t             |
| Médaille de bronze | Allan Davis       | Australie  |    | m.t             |
| 4                  | Filippo Pozzato   | Italie     |    | m.t             |
| 5                  | Greg Van Avermaet | Belgique   |    | m.t             |
| 6                  | Óscar Freire      | Espagne    |    | m.t             |
| 7                  | Alexandr Kolobnev | Russie     |    | m.t             |
| 8                  | Assan Bazayev     | Kazakhstan |    | m.t             |
| 9                  | Yukiya Arashiro   | Japon      |    | m.t             |
| 10                 | Romain Feillu     | France     |    | m.t             |

#### Contre-la-montre

##### Participants
Fabian Cancellara, Tony Martin et Michael Rogers viseront le titre mondial,,,.
Deux coureurs de Saint-Christophe-et-Niévès participent à cette course. Ils sont invités par l'UCI au nom de la solidarité olympique. Carlos Oyarzún est le premier Chilien à concourir en contre-la-montre individuel. Aucun Italien ne participe. Ni Marzio Bruseghin ni Marco Pinotti, blessé ou non sélectionné, ne sont en mesure de prendre le départ.

##### Classement

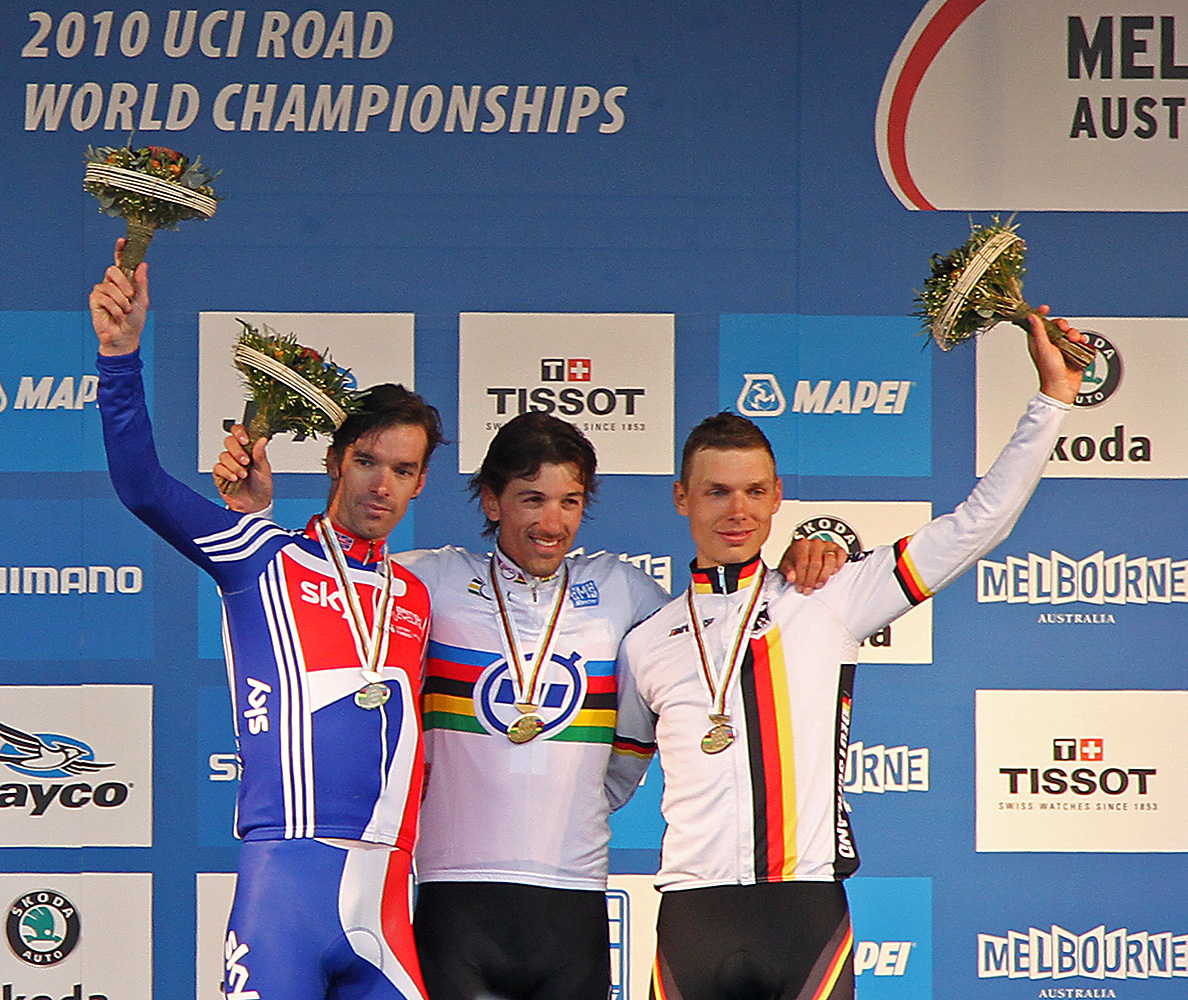
Podium du championnat du monde

|                    | Coureur           | Pays            |    | Temps       |
| ------------------ | ----------------- | --------------- | -- | ----------- |
| Médaille d'or      | Fabian Cancellara | Suisse          | en | 58 min 09 s |
| Médaille d'argent  | David Millar      | Grande-Bretagne | +  | 1 min 02 s  |
| Médaille de bronze | Tony Martin       | Allemagne       |    | 1 min 12 s  |
| 4                  | Richie Porte      | Australie       |    | 1 min 19 s  |
| 5                  | Michael Rogers    | Australie       |    | 2 min 25 s  |
| 6                  | Koos Moerenhout   | Pays-Bas        |    | 2 min 40 s  |
| 7                  | Luis León Sánchez | Espagne         |    | 2 min 44 s  |
| 8                  | David Zabriskie   | États-Unis      |    | 2 min 51 s  |
| 9                  | Maciej Bodnar     | Pologne         |    | 3 min 00 s  |
| 10                 | Gustav Larsson    | Suède           |    | 3 min 01 s  |

### Épreuves masculines - moins de 23 ans

#### Course en ligne

##### Favoris
L'équipe de France tenante du titre aura pour leaders Tony Gallopin et Jean-Lou Paiani.

##### Récit de la course
L'Australien Michael Matthews s'impose au sprint, devant l'Allemand John Degenkolb, l'Américain Taylor Phinney et le Canadien Guillaume Boivin, ces deux derniers étant classés troisièmes ex æquo.

##### Classement
|                    | Coureur              | Pays       |    | Temps           |
| ------------------ | -------------------- | ---------- | -- | --------------- |
| Médaille d'or      | Michael Matthews     | Australie  | en | 4 h 01 min 23 s |
| Médaille d'argent  | John Degenkolb       | Allemagne  | +  | m.t             |
| Médaille de bronze | Taylor Phinney       | États-Unis |    | m.t             |
| Médaille de bronze | Guillaume Boivin     | Canada     |    | m.t             |
| 5                  | Arnaud Démare        | France     |    | m.t             |
| 6                  | Sonny Colbrelli      | Italie     |    | m.t             |
| 7                  | Laurens De Vreese    | Belgique   |    | m.t             |
| 8                  | Sebastian Lander     | Danemark   |    | m.t             |
| 9                  | Juan José Lobato     | Espagne    |    | m.t             |
| 10                 | Vyacheslav Kuznetsov | Russie     |    | m.t             |

#### Contre-la-montre

##### Favoris
Marcel Kittel ; Rohan Dennis et Tom Dumoulin.

##### Classement
|                    | Coureur            | Pays        |    | Temps          |
| ------------------ | ------------------ | ----------- | -- | -------------- |
| Médaille d'or      | Taylor Phinney     | États-Unis  | en | 42 min 50 s 29 |
| Médaille d'argent  | Luke Durbridge     | Australie   | +  | 1 s 90         |
| Médaille de bronze | Marcel Kittel      | Allemagne   |    | 24 s 01        |
| 4                  | Nélson Oliveira    | Portugal    |    | 27 s 96        |
| 5                  | Rohan Dennis       | Australie   |    | 46 s 87        |
| 6                  | Matteo Mammini     | Italie      |    | 49 s 88        |
| 7                  | Tom Dumoulin       | Pays-Bas    |    | 1 min 06 s 55  |
| 8                  | Jesús Herrada      | Espagne     |    | 1 min 18 s 48  |
| 9                  | Andrei Krasilnikau | Biélorussie |    | 1 min 35 s 62  |
| 10                 | Geoffrey Soupe     | France      |    | 1 min 38 s 21  |

### Épreuves féminines

#### Course en ligne

##### Récit de la course
Dans les derniers kilomètres, Cooke et Arndt s'entendent à merveille pour rallier l'arrivée à deux mais elles vont être reprises à quelques hectomètres de la ligne d'arrivée par les rescapées du peloton. Dans l'emballage final, Vos semble la plus forte, mais l'Italienne Giorgia Bronzini parvient à la passer sur la ligne.

##### Classement
|                    | Coureur              | Pays            |    | Temps           |
| ------------------ | -------------------- | --------------- | -- | --------------- |
| Médaille d'or      | Giorgia Bronzini     | Italie          | en | 3 h 32 min 01 s |
| Médaille d'argent  | Marianne Vos         | Pays-Bas        | +  | 00 s            |
| Médaille de bronze | Emma Johansson       | Suède           |    | 00 s            |
| 4                  | Nicole Cooke         | Grande-Bretagne |    | 00 s            |
| 5                  | Judith Arndt         | Allemagne       |    | 01 s            |
| 6                  | Grace Verbeke        | Belgique        |    | 03 s            |
| 7                  | Trixi Worrack        | Allemagne       |    | 03 s            |
| 8                  | Rasa Leleivytė       | Lituanie        |    | 03 s            |
| 9                  | Elizabeth Armitstead | Grande-Bretagne |    | 03 s            |
| 10                 | Carla Swart          | Afrique du Sud  |    | 03 s            |

#### Contre-la-montre

##### Classement
|                    | Coureur         | Pays             |    | Temps          |
| ------------------ | --------------- | ---------------- | -- | -------------- |
| Médaille d'or      | Emma Pooley     | Royaume-Uni      | en | 32 min 38 s 44 |
| Médaille d'argent  | Judith Arndt    | Allemagne        | +  | 15 s 17        |
| Médaille de bronze | Linda Villumsen | Nouvelle-Zélande |    | 15 s 80        |
| 4                  | Amber Neben     | États-Unis       |    | 37 s 66        |
| 5                  | Jeannie Longo   | France           |    | 43 s 94        |
| 6                  | Evelyn Stevens  | États-Unis       |    | 1 min 00 s 08  |
| 7                  | Tara Whitten    | Canada           |    | 1 min 05 s 91  |
| 8                  | Shara Gillow    | Australie        |    | 1 min 13 s 18  |
| 9                  | Emilia Fahlin   | Suède            |    | 1 min 22 s 20  |
| 10                 | Tatiana Guderzo | Italie           |    | 1 min 25 s 55  |

## Tableau des médailles[6]
| Nation           | Or | Argent | Bronze | Total |
| ---------------- | -- | ------ | ------ | ----- |
| Australie        | 1  | 1      | 1      | 3     |
| Royaume-Uni      | 1  | 1      | 0      | 2     |
| États-Unis       | 1  | 0      | 1      | 2     |
| Suisse           | 1  | 0      | 0      | 1     |
| Norvège          | 1  | 0      | 0      | 1     |
| Italie           | 1  | 0      | 0      | 1     |
| Allemagne        | 0  | 2      | 2      | 4     |
| Pays-Bas         | 0  | 1      | 0      | 1     |
| Danemark         | 0  | 1      | 0      | 1     |
| Nouvelle-Zélande | 0  | 0      | 1      | 1     |
| Canada           | 0  | 0      | 1      | 1     |
| Suède            | 0  | 0      | 1      | 1     |
| TOTAL            | 6  | 6      | 7      | 19    |